# Senföl

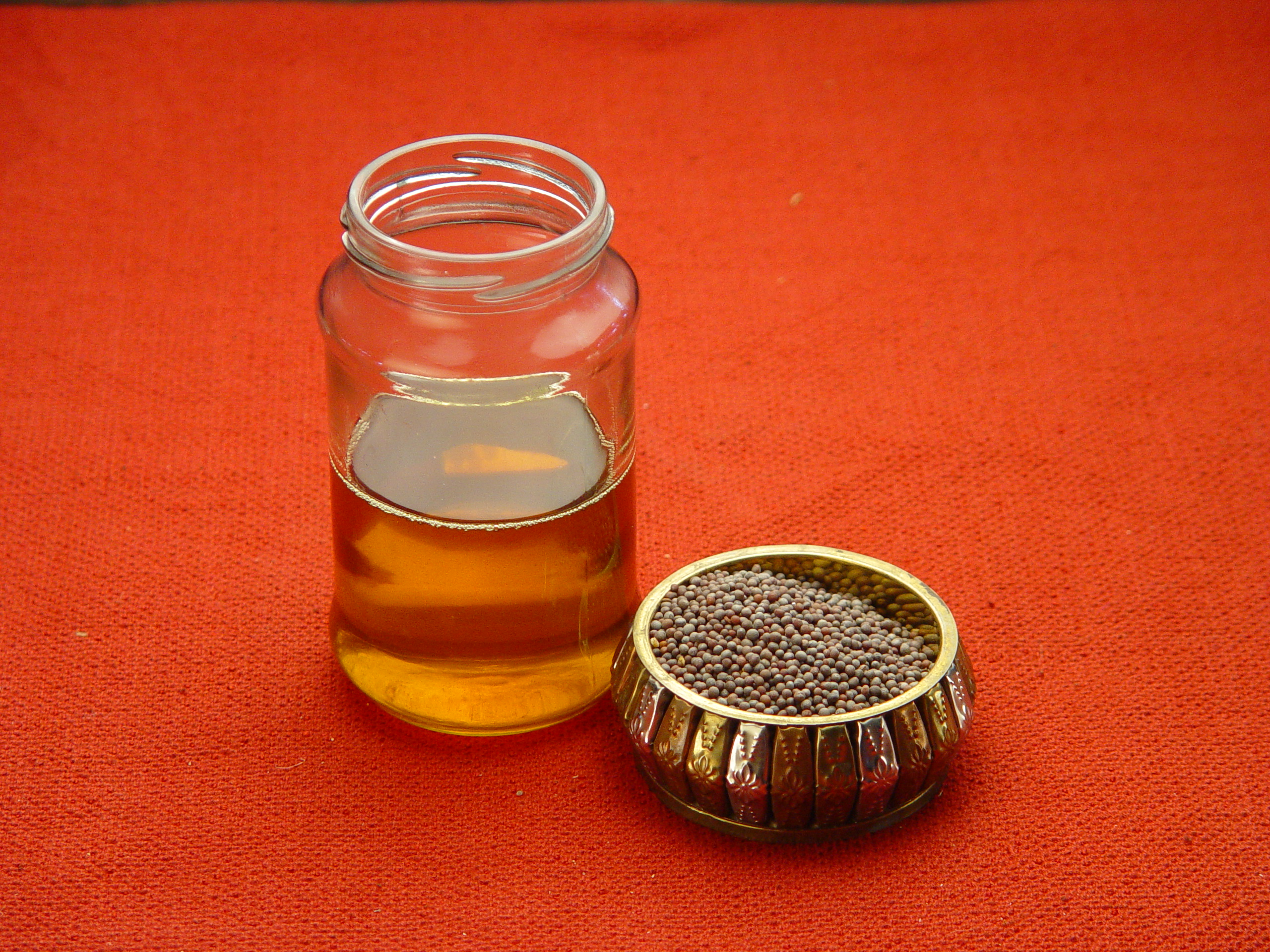
Senföl und -samen

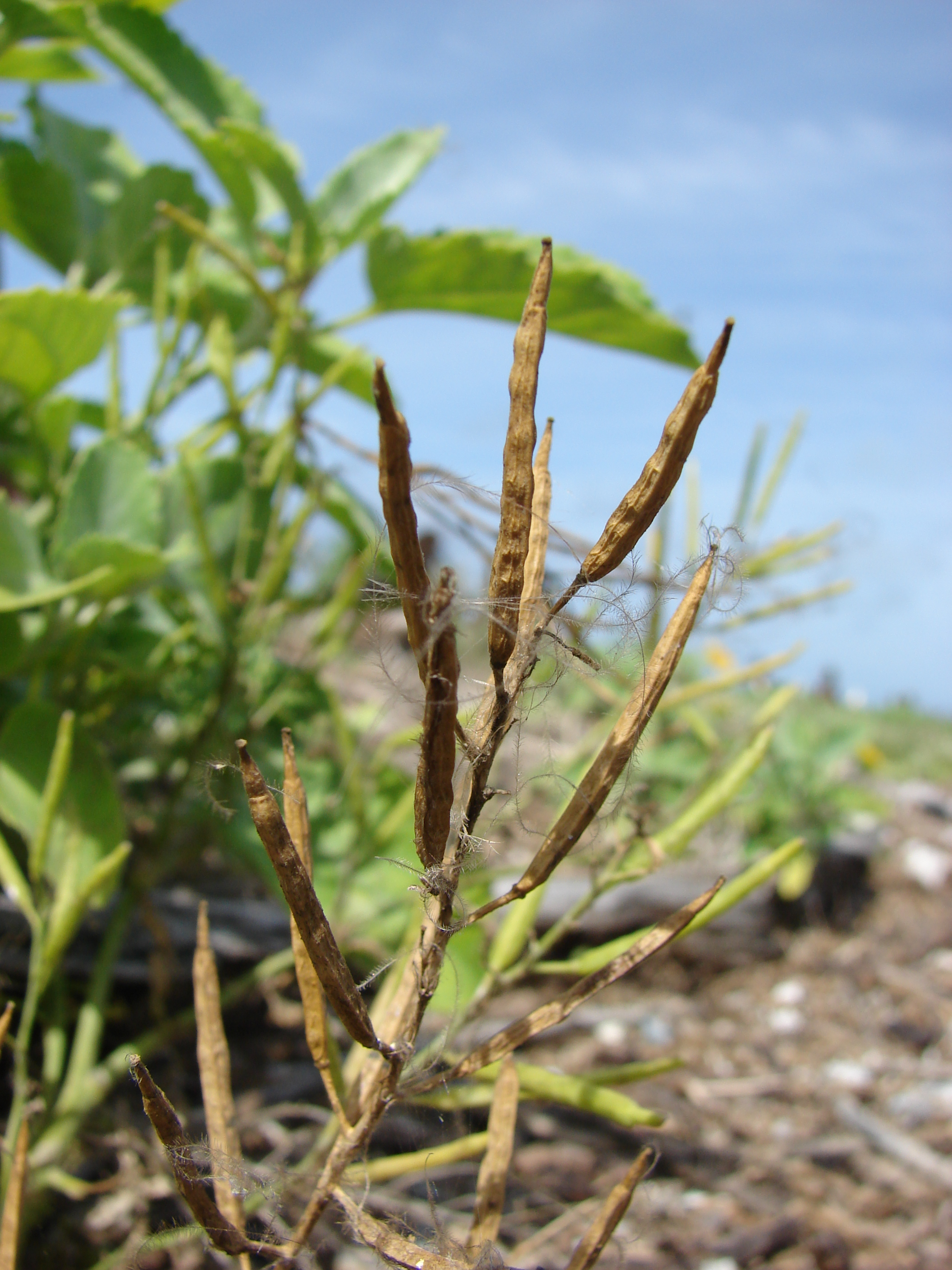
Schwarzer Senf (Brassica nigra)

Als Senföl werden drei unterschiedliche Öle bezeichnet, die aus Senfsamen gewonnen werden:
- ein fetthaltiges Pflanzenöl durch Pressen der Samen
- ein ätherisches Öl durch Zermahlen der Samen bei Hinzugabe von Wasser und anschließender Destillation[1]
- verschiedene Öle, die durch das Aufgießen von aus Senfsamen extrahiertem Absud in ein anderes pflanzliches Öl, z. B. Sojaöl, entstehen

Nach ihrem natürlichen Vorkommen werden auch die Vertreter der organisch-chemischen Stoffgruppe der Isothiocyanate Senföle genannt.

## Fettes Senföl

Allgemeine chemische Struktur von fettem Senföl (R^{1}, R^{2} und R^{3} sind langkettige Alkyl- oder Alkenylreste mit einer meist ungeraden Anzahl von Kohlenstoffatomen). Fettes Senföl ist – wie andere pflanzliche Öle – ein Gemisch von Triestern des Glycerins.

In den Samenkörnern des Schwarzen Senfs ist bis zu etwa 30 Prozent Pflanzenöl enthalten. Dieses Öl ist – wie fast alle anderen Pflanzenöle – chemisch ein Gemisch von Triglyceriden und hat einen hohen Anteil an ungesättigten Fettsäuren.
Reines Senföl hat einen scharf-nussigen Geschmack und reizt beim Einatmen, ähnlich wie Meerrettich und Wasabi, stark die Nasennebenhöhlen. Seine Verwendung als Lebensmittel ist typisch und weit verbreitet für die indische und bengalische Küche. Es gilt dort u. a. als typisches Lebensmittel der armen Bevölkerung. Die Verwendung ist jedoch nicht uneingeschränkt zu empfehlen, da im rohen oder ungenügend erhitzten Senföl Glyceride der Erucasäure enthalten sind, die auf Dauer zur Herzverfettung führen können.
In Nordindien wird es hauptsächlich zum Frittieren verwendet. In Bangladesch ist es traditionsgemäß das bevorzugte Öl zum Kochen, obwohl auch weniger intensive Pflanzenöle Eingang in die Küche gefunden haben. Bis zu 30 % Öl kann aus den Senfsamen gewonnen werden. Es kann aus Schwarzem Senf (Brassica nigra), Braunem indischem Senf (Brassica juncea) oder Weißem Senf (Sinapis alba) produziert werden.
Senföl besteht aus ungefähr 60 % einfach-ungesättigten Fettsäuren, davon sind bis zu 42 % Erucasäure und 12 % Ölsäure. Die 21 % mehrfach ungesättigten Fettsäuren verteilen sich auf 6 % Omega-3 Alpha-Linolensäure und auf 15 % Omega-6 Linolsäure. Dazu kommen 12 % gesättigte Fettsäuren. Senfsamen, wie alle Samen der Kohlfamilie, einschließlich Raps und Rübe, weisen ein überdurchschnittliches Niveau von Omega-3-Fettsäuren (6–11 %) auf.
In Indien wird Senföl vor dem Kochen oft bis zum Rauchpunkt erhitzt, wodurch einerseits der durch die enthaltenen Isothiocyanate bedingte, stechende Geschmack abgemildert und andererseits der größte Teil der nicht unbedenklichen Erucasäure zerstört wird. Neben der Erucasäure werden aber auch die essentiellen, d. h. nicht vom menschlichen Körper herstellbaren, Omega-3-Fettsäuren beim Erhitzen weitgehend beschädigt und somit ihre gesunde Wirkung reduziert.
In westlichen Ländern wie in der EU und in den USA wird das Öl oft mit dem Hinweis „for external use only“ („nur für äußere Anwendung“) verkauft, da z. B. für den europäischen Markt Speiseöle, Speisefette und ihre Mischungen mit einem Erucasäureanteil über 5 % laut geltender Lebensmittelverordnung nicht an Verbraucher weitergegeben werden dürfen, vorausgesetzt sie sind als Lebensmittel und nicht anders deklariert worden.
Senföl gilt in seinen Herkunftsländern seit je her als vielseitig anwendbar. In der indischen Heilkunst wird es u. a. für traditionelle Ayurveda-Massagen genutzt. Es soll Blutzirkulation und Muskelaufbau anregen und Haut und Haar beleben und dauerhaft schützen. Darüber hinaus gilt es als antibakteriell.

## Ätherische Öle
Senf enthält auch scharfe ätherische Öle, die für den scharfen Geschmack von Senf, Meerrettich, Wasabi, Rucola, Radieschen und Kresse verantwortlich sind. Bei Senfkörnern, die trocken geruchlos sind und wie das trockene Senfpulver kein Aroma besitzen, entwickelt der charakteristische scharf-brennende, meerrettich-ähnliche Geschmack sich erst durch Zufügen von Wasser – erst dann wird das ätherische Senföl frei.
Die ätherischen Senföle enthalten Senfölglykoside und die aus ihnen freigesetzten Isothiocyanate, beispielsweise Allylisothiocyanat und Sulforaphan.

## Medizinischer Einsatz und Wirkungen
Senföle können eine hemmende Wirkung auf Viren und Bakterien bei Harn- und Atemwegsinfektionen haben. So zeigten In-vitro-Untersuchungen von Senfölen, die Benzylisothiocyanat, 2-Phenylethylisocyanat und Allylisothiocyanat enthalten, dass diese die Vermehrung von Viren in mit dem Influenza-A-Virus H1N1 infizierten Lungenepithelzellen um bis zu 90 % vermindern können. Weitere In-vitro-Studien zeigen ein breites antibakterielles Wirkspektrum der Senföle aus Kapuzinerkresse und Meerrettich gegenüber bakteriellen Erregern, auch gegen Problemkeime wie MRSA, vancomycin-resistente Enterokokken oder penicillin-resistente Pneumokokken. Eine entzündungshemmende Wirkung ist durch zahlreiche Studien ebenfalls belegt. In der aktualisierten S3-Leitlinie zur Therapie von unkomplizierten Harnwegsinfektionen wird der Einsatz von Arzneimitteln mit Kapuzinerkresse und Meerrettich als pflanzliche Behandlungsmöglichkeit bei häufig wiederkehrenden Blasenentzündungen empfohlen.
Senföl aktiviert über Cysteine die TRPA1- und TRPV1-Kanäle (Transient Receptor Potential Ankyrin Repeat 1 und Vanilloid 1), Ca2+-durchlässige Ionenkanäle, die akute und entzündliche Schmerzsignale wahrnehmen und auslösen können. Dieser Effekt ist vergleichbar mit der Wirkungsweise von Capsaicin und wird unter anderem mit Goldverbindungen (z. B. Auranofin, Natriumaurothiomalat) bei der Behandlung rheumatoider Arthritis genutzt und neuerdings als Versuchsmittel für die Tumorbehandlung verwendet.
In Kombination mit Kaolin (Tonerde), Cayennepfeffer (Capsaicin beziehungsweise Capsaicinoide) und Wasser wird Senföl in Form von Munari-Packungen (Italienische Packung) als Wärmetherapie bei Schmerzen und Verspannungen am Bewegungsapparat einzeln oder in Kombination mit Massage eingesetzt.